# Tapeti
Das Tapeti oder Brasilien-Waldkaninchen (Sylvilagus brasiliensis) ist eine Art der Baumwollschwanzkaninchen (Sylvilagus), die in Südamerika bis in das nördliche Argentinien beheimatet ist.

## Merkmale
Das Tapeti erreicht eine Kopf-Rumpf-Länge von 38 bis 42 Zentimetern, die Schwanzlänge beträgt 20 bis 21 Millimeter und das Gewicht liegt zwischen 500 und 950 Gramm. Die Ohrlänge beträgt 50 bis 90 Millimeter, die Hinterfußlänge 77 bis 80 Millimeter. Es handelt sich damit um eine vergleichsweise kleine Art der Baumwollschwanzkaninchen. Es kommt in etwa 20 Unterarten vor und entsprechend sind die Farbmerkmale sehr variabel. Die Rückenfärbung reicht von einem hellen Grau bis zu einem fast einfarbigen Schwarz. Die Körperseiten und die Oberseite des Schwanzes sind in der Regel etwas heller als die Rückenfärbung, die Unterseite des Schwanzes meist sandbraun. Die Bauchseite ist in der Regel hellgrau oder weiß, an der Kehle befindet sich ein dunkler Kehlfleck.

## Verbreitung

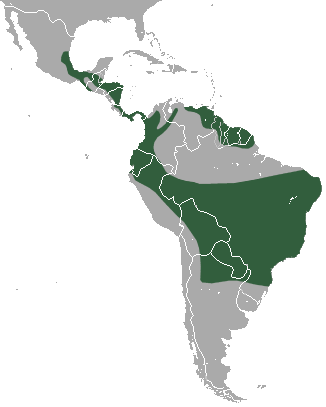
Verbreitungskarte des Tapeti (einschließlich des Mittelamerikanischen Tapeti S. gabbi)

Das Tapeti ist in zahlreichen Unterarten über weite Teile Südamerikas von Venezuela bis in das nördliche Argentinien verbreitet. Es kommt in Waldrandgebieten sowie in angrenzenden offenen Flächen vor, wobei es auch in anthropogen gestörte Gebiete vordringt und landwirtschaftliche Flächen nutzt.

## Lebensweise

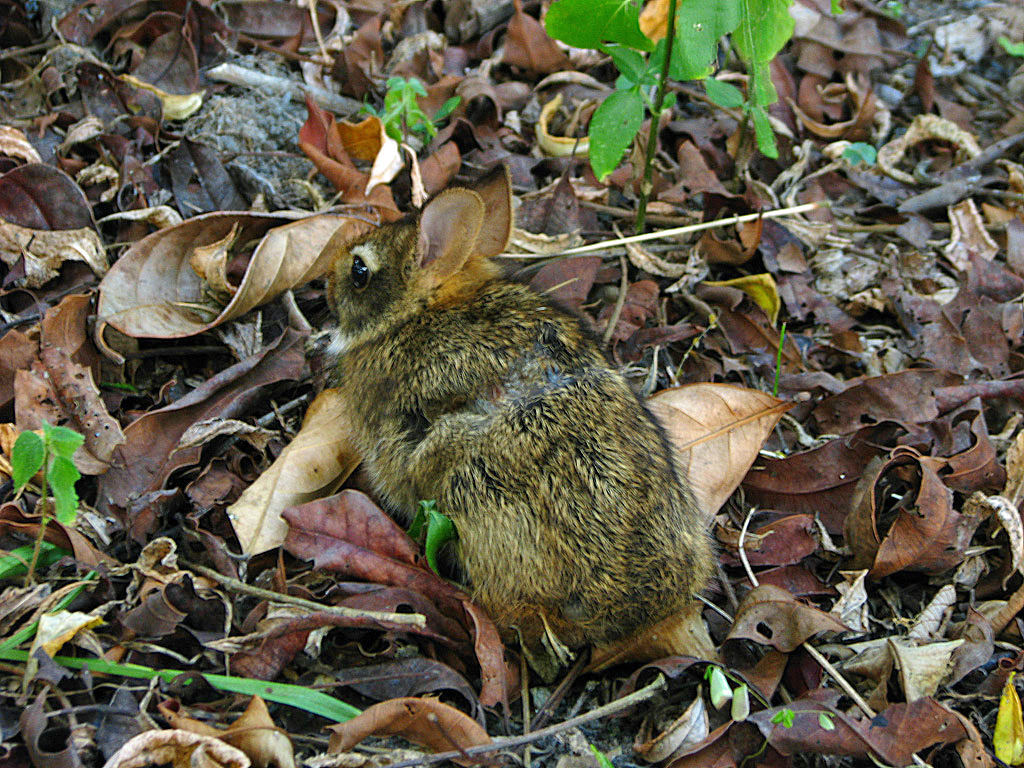
Tapeti

Das Tapeti ist ein solitäres und nachtaktives Tier, welches im Normalfall besonders in der Abend- oder Morgendämmerung zu sehen ist. Es ist vorwiegend ein Bewohner der tropischen Wälder, meist im Bereich von Sumpfgebieten oder entlang von Flüssen, aber auch in Siedlungsnähe in Gärten und Parks, und ernährt sich vor allem von Gräsern und Laub.
Im Gegensatz zu anderen Arten bringt es nur einmal im Jahr Nachwuchs zur Welt, die Tragzeit ist mit sechs Wochen länger und die Wurfgröße mit nur zwei kleiner als die anderer Baumwollschwanzkaninchen.

## Systematik
Das Tapeti wird als eigenständige Art innerhalb der Gattung der Baumwollschwanzkaninchen (Sylvilagus) eingeordnet. Die Art war bereits dem schwedischen Naturwissenschaftler Carl von Linné bekannt, der das Tapeti in seinem Systema naturae wissenschaftlich beschrieb und als Lepus brasiliensis einordnete. Ursprünglich umfasste das Taxon auch das heute als eigenständig betrachtete Mittelamerikanische Tapeti (S. gabbi) und das Dice-Baumwollschwanzkaninchen (S. dicei) und es ist möglich, dass einige der heute als Unterarten betrachteten Taxa ebenfalls eigenständige Arten sind.
Innerhalb der Art werden gemeinsam mit der Nominatform derzeit 19 Unterarten unterschieden.

## Belege
1. 1 2 3  Common Tapeto. In: S.C. Schai-Braun, K. Hackländer: Family Leporidae (Hares and Rabbits) In: Don E. Wilson, T.E. Lacher, Jr., Russell A. Mittermeier (Herausgeber): Handbook of the Mammals of the World: Lagomorphs and Rodents 1. (HMW, Band 6) Lynx Edicions, Barcelona 2016, S. 120–121. ISBN 978-84-941892-3-4.